# 坡州市

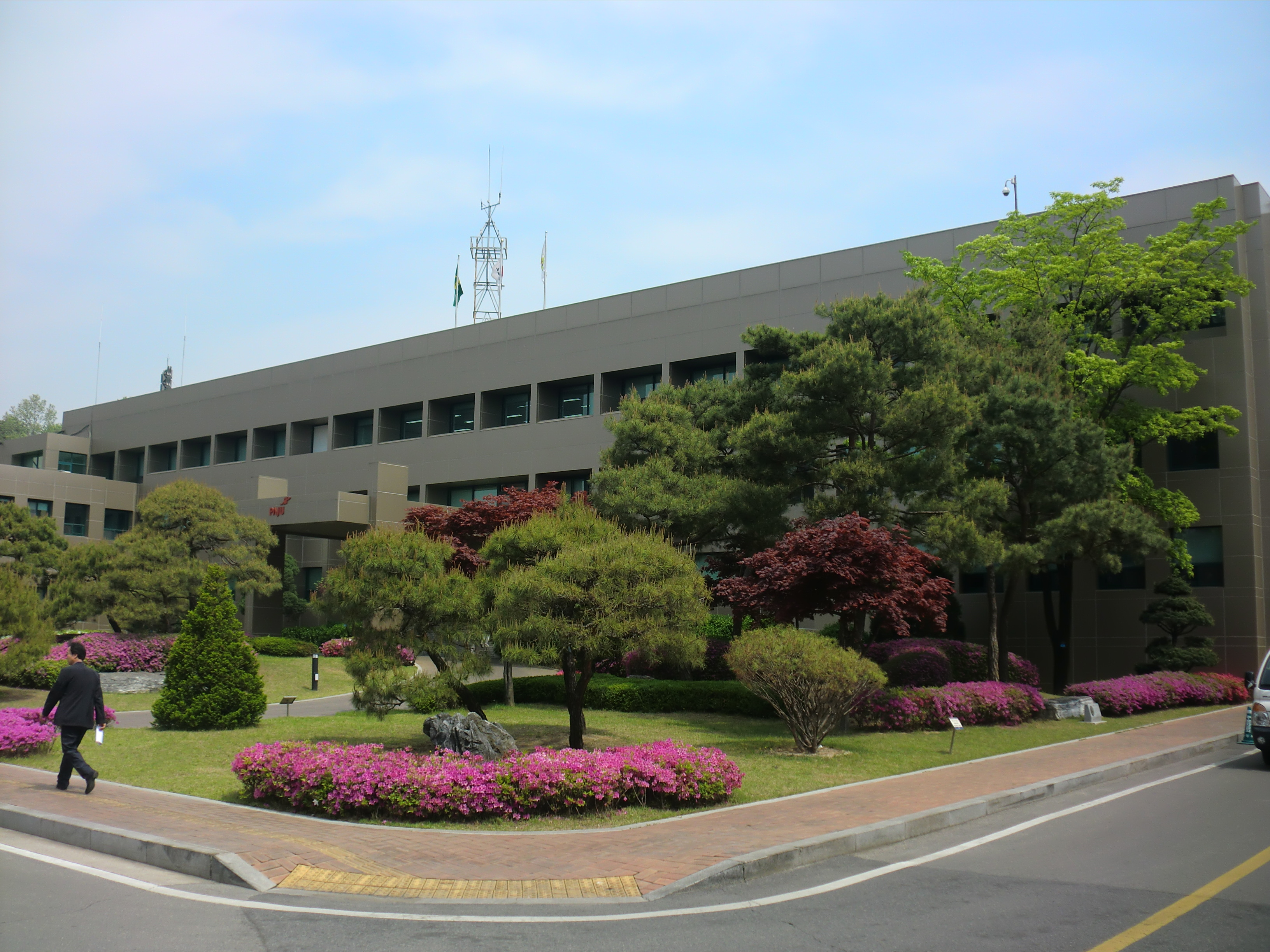
坡州市庁

坡州市（パジュし）は、大韓民国京畿道北西部に位置する市。板門店のある軍事境界線（38度線）を隔てて北朝鮮と接する最前線で、市域に非武装地帯がある唯一の市である。また、人口は2022年5月31日の統計で50万を超えたため、2024年1月に大都市に指定された。
この項目では、かつて存在した長湍郡についても述べる。

## 地理
東は京畿道楊州市・漣川郡と接し、南は高陽市、西は漢江を隔てて金浦市と接する。北は軍事境界線を隔てて朝鮮民主主義人民共和国（北朝鮮）の開城特別市と接する。北部から西部にかけて臨津江（イムジンガン）が流れる。

### 気候
市内北部の臨津江駅に近い場所には坡州気象台（旧・汶山気象台）が置かれているが、ここは周囲に住宅も無い農村地帯でもあるために韓国でも有数に寒さの厳しい場所となっており、厳冬期はマイナス15度以下になることが多い。最高気温極値は37.6℃（2018年8月1日）、最低気温極値は-25.9℃（2010年1月6日）である。
| 坡州市の気候                                                | 坡州市の気候  | 坡州市の気候  | 坡州市の気候 | 坡州市の気候 | 坡州市の気候  | 坡州市の気候  | 坡州市の気候   | 坡州市の気候   | 坡州市の気候  | 坡州市の気候 | 坡州市の気候 | 坡州市の気候 | 坡州市の気候     |
| 月                                                          | 1月           | 2月           | 3月          | 4月          | 5月           | 6月           | 7月            | 8月            | 9月           | 10月         | 11月         | 12月         | 年               |
| ----------------------------------------------------------- | ------------- | ------------- | ------------ | ------------ | ------------- | ------------- | -------------- | -------------- | ------------- | ------------ | ------------ | ------------ | ---------------- |
| 最高気温記録 °C （°F）                                      | 13.4 (56.1)   | 17.4 (63.3)   | 23.1 (73.6)  | 32.0 (89.6)  | 32.0 (89.6)   | 35.3 (95.5)   | 36.7 (98.1)    | 37.6 (99.7)    | 32.5 (90.5)   | 29.0 (84.2)  | 26.1 (79)    | 16.2 (61.2)  | 37.6 (99.7)      |
| 平均最高気温 °C （°F）                                      | 1.8 (35.2)    | 5.2 (41.4)    | 11.2 (52.2)  | 17.9 (64.2)  | 23.8 (74.8)   | 27.5 (81.5)   | 28.8 (83.8)    | 29.9 (85.8)    | 26.1 (79)     | 20.3 (68.5)  | 11.6 (52.9)  | 3.2 (37.8)   | 17.3 (63.1)      |
| 日平均気温 °C （°F）                                        | −4.6 (23.7)   | −1.3 (29.7)   | 4.4 (39.9)   | 10.8 (51.4)  | 16.8 (62.2)   | 21.4 (70.5)   | 24.2 (75.6)    | 24.9 (76.8)    | 19.9 (67.8)   | 12.6 (54.7)  | 5.2 (41.4)   | −2.6 (27.3)  | 11.0 (51.8)      |
| 平均最低気温 °C （°F）                                      | −10.6 (12.9)  | −7.3 (18.9)   | −1.9 (28.6)  | 4.1 (39.4)   | 10.7 (51.3)   | 16.5 (61.7)   | 20.8 (69.4)    | 21.2 (70.2)    | 15.1 (59.2)   | 6.5 (43.7)   | −0.4 (31.3)  | −8.0 (17.6)  | 5.6 (42.1)       |
| 最低気温記録 °C （°F）                                      | −25.9 (−14.6) | −24.6 (−12.3) | −10.9 (12.4) | −5.0 (23)    | 1.7 (35.1)    | 9.1 (48.4)    | 14.3 (57.7)    | 11.5 (52.7)    | 4.2 (39.6)    | −5.5 (22.1)  | −11.1 (12)   | −20.1 (−4.2) | −25.9 (−14.6)    |
| 降水量 mm （inch）                                          | 17.4 (0.685)  | 27.9 (1.098)  | 31.5 (1.24)  | 74.2 (2.921) | 102.0 (4.016) | 107.4 (4.228) | 395.2 (15.559) | 282.9 (11.138) | 134.5 (5.295) | 50.1 (1.972) | 52.7 (2.075) | 20.0 (0.787) | 1,295.8 (51.016) |
| 平均降水日数 （≥0.1 mm）                                    | 4.6           | 5.1           | 7.0          | 8.9          | 8.9           | 9.9           | 15.8           | 14.5           | 8.4           | 5.7          | 8.8          | 7.4          | 105              |
| % 湿度                                                      | 65.2          | 62.7          | 62.2         | 63.0         | 69.6          | 75.0          | 84.1           | 83.5           | 79.4          | 74.8         | 71.4         | 68.1         | 71.6             |
| 平均月間日照時間                                            | 193.0         | 184.2         | 212.4        | 208.8        | 234.4         | 209.1         | 137.6          | 171.1          | 187.5         | 210.8        | 163.6        | 175.8        | 2,288.3          |
| 出典：韓国気象庁 (平均値：2002年-2020年、極値：2002年-現在) |               |               |              |              |               |               |                |                |               |              |              |              |                  |

## 概要
長らく軍事境界線に接していることもあり開発が遅れていたが、1996年の市への昇格以降は市の南部を中心にソウルのベッドタウンとして、マンションが林立して都市化している。
観光地として臨津閣・烏頭山統一展望台・南侵第3トンネルなどがあるほか、民統線以北の板門店や自由の村なども市域に含まれる。かつては在韓米軍と韓国軍の基地に依存した地域で、ヨンジュコル（용주골、en:Yong Ju Gol）は兵士相手の歓楽街・風俗街である。21世紀に入り、大韓サッカー協会の坡州トレーニングセンター、英語教育施設である坡州英語村、ギャラリーや美術館や芸術家のアトリエが集積するヘイリ芸術村、出版業者が集積する「坡州出版都市」など、文化・スポーツ施設が土地が広く緑の多い当地に集まりつつある。

## 歴史
高句麗時代は述尓忽・波害平史・泉井口で、新羅景徳王の時に峰城・坡平・交河となった。高麗時代になっても地名は変更されなかったが、12 - 13世紀に峰城は瑞原に改名された。李氏朝鮮時代は瑞原・坡平を合併して原平と呼ばれ、その後坡州・交河になった。
- 1459年 - 坡州牧（地方長官）設置。
- 1895年旧暦5月1日 - 漢城府坡州郡に改編。[8]
- 1896年8月4日 - 京畿道坡州郡に改編。[9]
- 1914年4月1日 - 郡面併合により、交河郡が坡州郡に編入。坡州郡に以下の面が成立。[10]（11面）
  - 瓦石面・青石面・臨津面・州内面・泉峴面・条里面・月籠面・炭県面・広灘面・坡平面・衙洞面
- 1934年4月1日 - 瓦石面・青石面が合併し、交河面が発足。[11]（10面）
- 1945年11月4日 - 漣川郡積城面・全谷面・百鶴面・南面（漣川郡の38度線以南の地域）を編入。[12]（12面）
  - 積城面・全谷面・百鶴面を坡州郡積城面に改編。
- 1946年2月5日 - 南面が楊州郡に編入。（11面）
- 1954年11月17日 - 収復地区臨時行政措置法による漣川郡の施政権回復に伴い、行政区画を見直し。[13]（11面）
  - 積城面のうち、旧全谷面・百鶴面を漣川郡に返還。三和里が漣川郡嵋山面に編入。
- 1963年1月1日 - 行政区画の見直し（11面）[14]
  - 長湍郡郡内面が臨津面に編入。
  - 積城面訥木里が漣川郡全谷面に編入。
- 1972年12月28日 - 長湍郡廃止に伴う見直し。[15]（15面）
  - 旧長湍郡の長湍面・津東面・津西面を編入。
  - 臨津面のうち、旧郡内面部分を坡州郡郡内面として分離・復活。
- 1973年7月1日 - 行政区画の見直し（2邑13面）
  - 衙洞面が金村邑に昇格。[16]
  - 臨津面および月籠面内浦里をもって汶山邑に改称・昇格。[16]
  - 積城面長坡里が坡平面に編入。[17]
- 1979年5月1日 - 旧長湍郡の区域を管轄する郡内出張所を設置。
- 1980年12月1日 - 州内面が州内邑に昇格。[18]（3邑12面）
- 1983年2月15日 - 行政区画の見直し（3邑12面）
  - 楊州郡白石面霊場里・基山里が広灘面に編入。
  - 坡平面梨川里が汶山邑に編入。
  - 州内邑を坡州邑に改称。
- 1987年1月1日 - 広灘面基山里が楊州郡白石面に編入。（3邑12面）
- 1989年4月1日 - 行政区画の見直し（4邑11面）
  - 泉峴面が法院邑に改称・昇格。
  - 交河面上支石里が条里面に編入の上、陵案里に改称。
- 1996年3月1日 - 坡州郡が坡州市に昇格。[19]（3邑11面2洞）
  - 旧金村邑が金村1洞・2洞に分割。
- 2000年6月12日 - 条里面竹院里が大院里に改称。[20]
- 2002年4月1日 - 人口の増加による邑の設置。（5邑9面）
  - 交河面が交河邑に昇格。
  - 条里面が条里邑に昇格。
- 2011年
  - 5月1日 - 郡内出張所を長湍出張所に改称。[21]
  - 7月25日 - 人口の増加による市街地の拡張・見直しを実施。（4邑9面7洞）
    - 交河邑を廃止し、4つの行政洞を設置。金村1洞が金村1洞・3洞に分割。
- 2014年6月20日 - 汶山邑の漢字表記を文山邑に変更（ハングル表記は変更なし）。
- 2021年7月1日 - 長湍出張所廃止。事務は4ヶ面の事務所に移管[22]。

## 行政

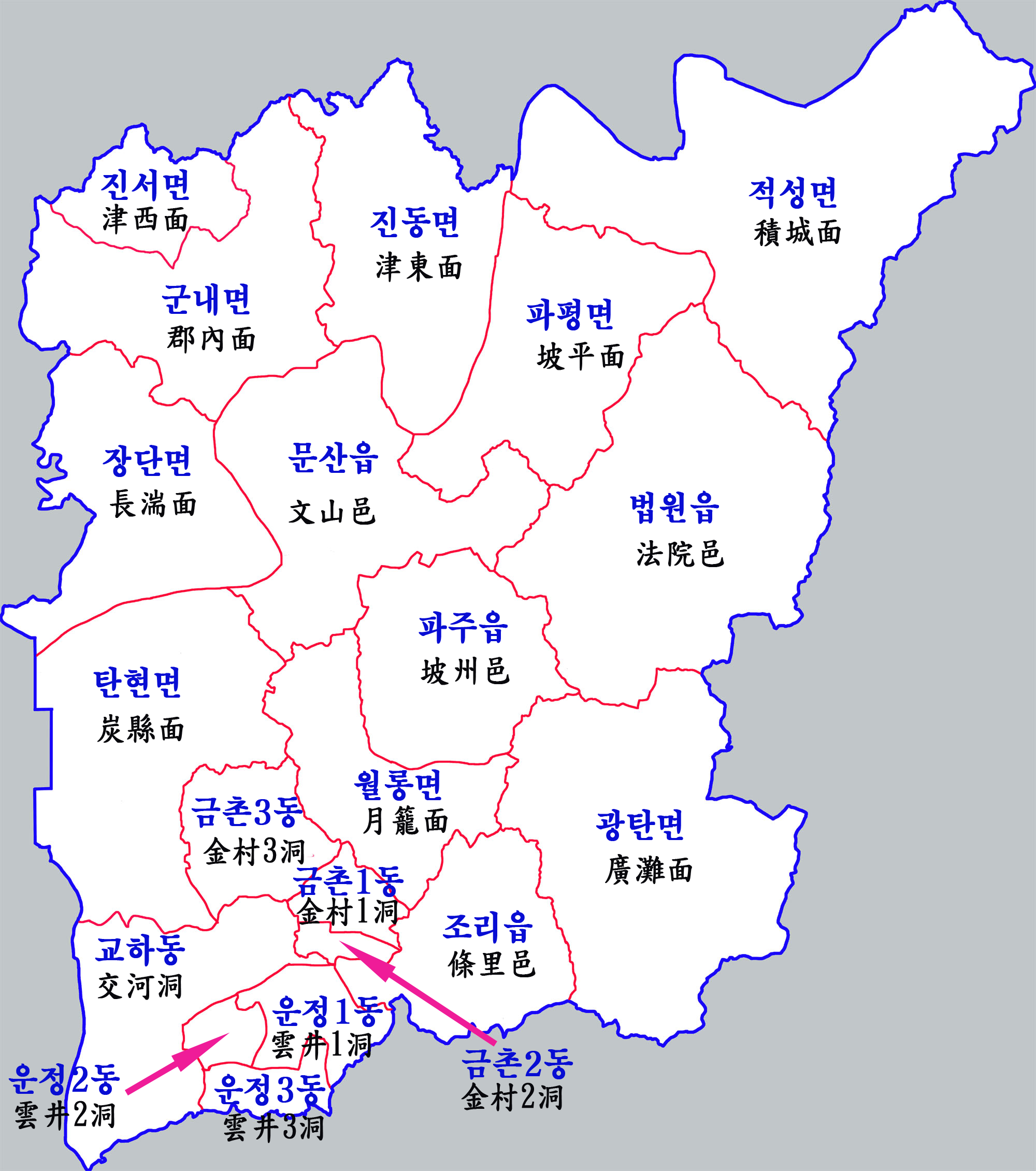
行政区域図

### 行政区域
| 行政洞・邑・面 | 法定洞・法定里 |
| -------------- | --- |
| 金村1洞        | 金村洞、衙洞洞、金陵洞 |
| 金村2洞        | 金村洞、金陵洞 |
| 金村3洞        | 金村洞、衙洞洞、冶洞洞、検山洞、陌今洞                                                                                           |
| 交河洞         | 交河洞、多栗洞、吾道洞、山南洞、東牌洞、堂下洞、文発洞、松村洞、下支石洞、西牌洞、新村洞、煙多山洞                               |
| 雲井1洞        | 交河洞、堂下洞、瓦洞洞 |
| 雲井2洞        | 木洞洞 |
| 雲井3洞        | 野塘洞、東牌洞 |
| 雲井4洞        | 上支石洞、野塘洞 |
| 雲井5洞        | 東牌洞、文発洞、新村洞、煙多山洞、木洞洞、多栗洞                                                                                 |
| 雲井6洞        | 東牌洞、多栗洞、木洞洞 |
| 文山邑         | 文山里、堂洞里、仙遊里、臨津里、雲泉里、沙鶩里、馬井里、長山里、内浦里、梨川里                                                   |
| 坡州邑         | 鳳棲里、向陽里、釜谷里、烽岩里、白石里、坡州里、延豊里                                                                           |
| 法院邑         | 梧峴里、法院里、加野里、東文里、大陵里、三防里、葛谷里、直川里、熊潭里、金谷里                                                   |
| 条里邑         | 奉日川里、弩造里、登院里、獐谷里、梧山里、陵案里、大院里                                                                         |
| 月籠面         | 葦田里、都内里、徳隠里、陵山里、英太里                                                                                           |
| 炭県面         | 城洞里、法興里、葛峴里、文智里、大洞里、万隅里、丑峴里、金蝿里、吾今里、洛河里、錦山里                                           |
| 広灘面         | 汾水里、防築里、馬場里、発郎里、倉満里、龍尾里、新山里、基山里、霊場里                                                           |
| 坡平面         | 徳泉里、斗浦里、麻山里、栗谷里、金坡里、長坡里、訥老里                                                                           |
| 積城面         | 魚遊池里、長佐里、墻峴里、旧邑里、客峴里、佳月里、武建里、栗浦里、沓谷里、食峴里、舟月里、雪馬里、赤岩里、斗只里、馬智里、紫長里 |
| 郡内面         | 白蓮里、亭子里、造山里、邑内里、松山里、点元里、芳木里                                                                           |
| 長湍面         | 芦上里、芦下里、巨谷里、都羅山里、石串里、江井里、東場里、井洞里、徳山里                                                         |
| 津東面         | 東坡里、龍山里、下浦里、瑞谷里、哨里                                                                                             |
| 津西面         | 魚龍里、金陵里、仙跡里 |

### 警察
- 坡州警察署

### 消防
- 坡州消防署（坡州邑にある）

## 教育
- 斗元工科大学 坡州キャンパス
- 信興大学 坡州グローバル・キャンパス
- 雄祉税務大学

## 軍事

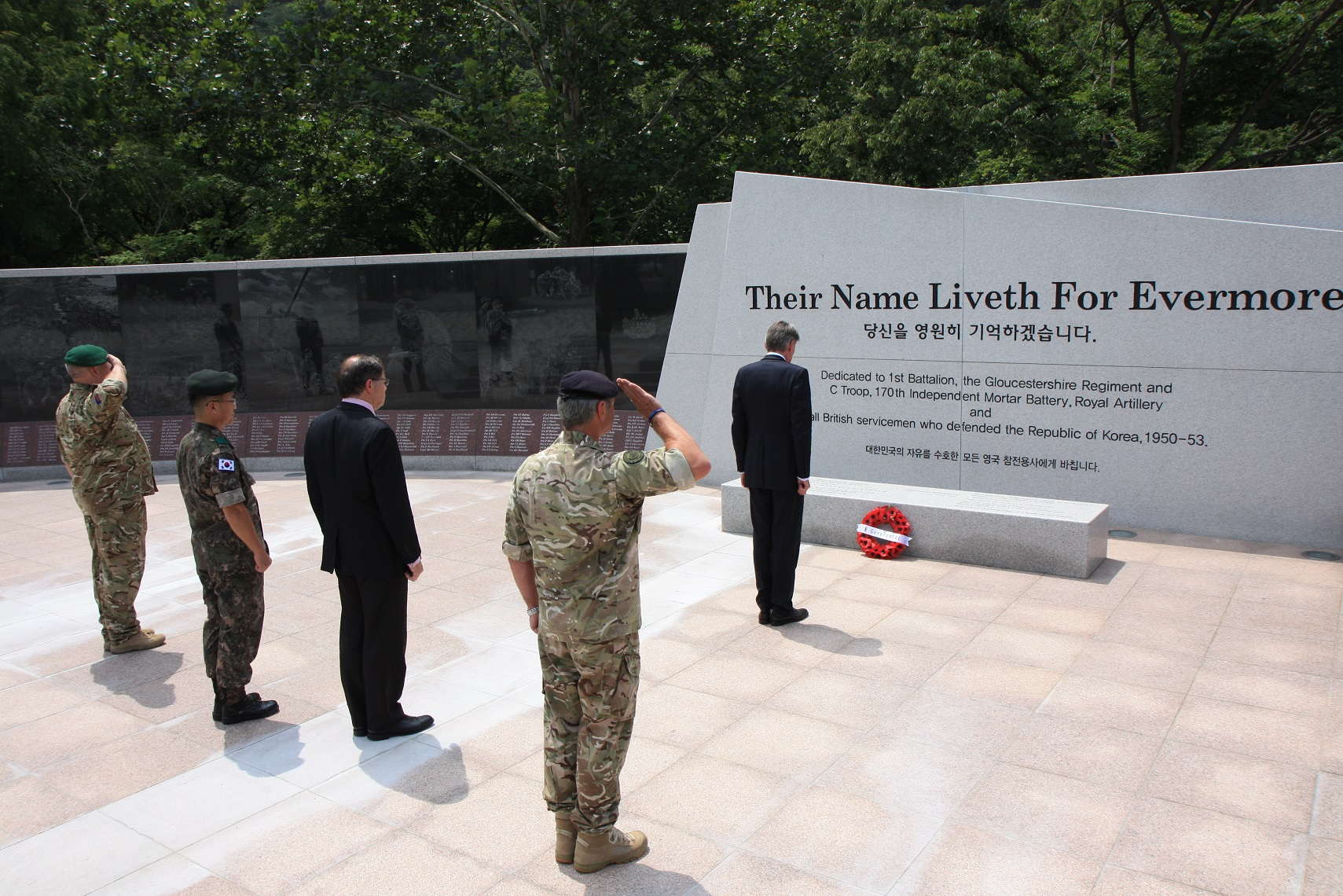
坡州イギリス軍雪馬里戦闘碑（Gloucester Valley Battle Monument）

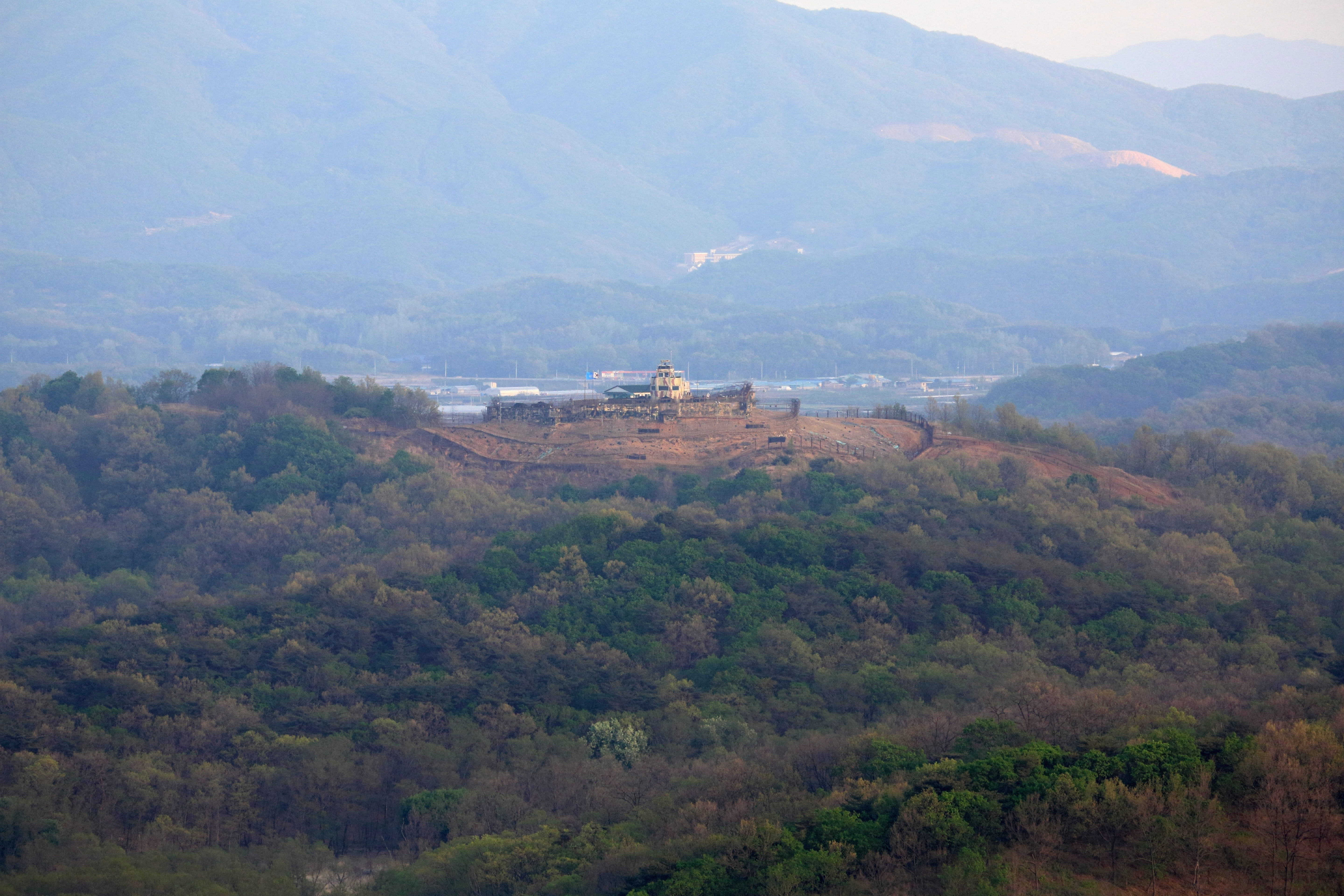
非武装地帯の風景

板門店の南に位置するソウル防衛の最前線であり、米軍や韓国軍の基地が群集する。
米軍キャンプ名
- Camp Bonifas
- Camp Edwards
- Camp Garry Owen
- Camp Giant
- Camp Greaves
- Camp Howze
- Camp Stanton

## 提携都市
- 佐世保市（長崎県） - 2008年11月6日に国際親善都市提携。
- 秦野市（神奈川県） - 2005年10月20日提携

## 交通

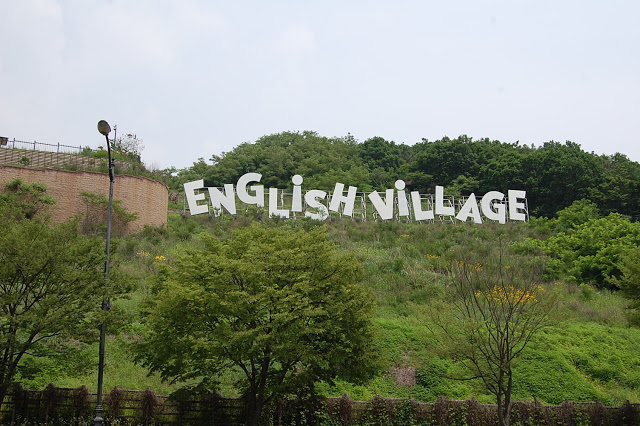
坡州英語村

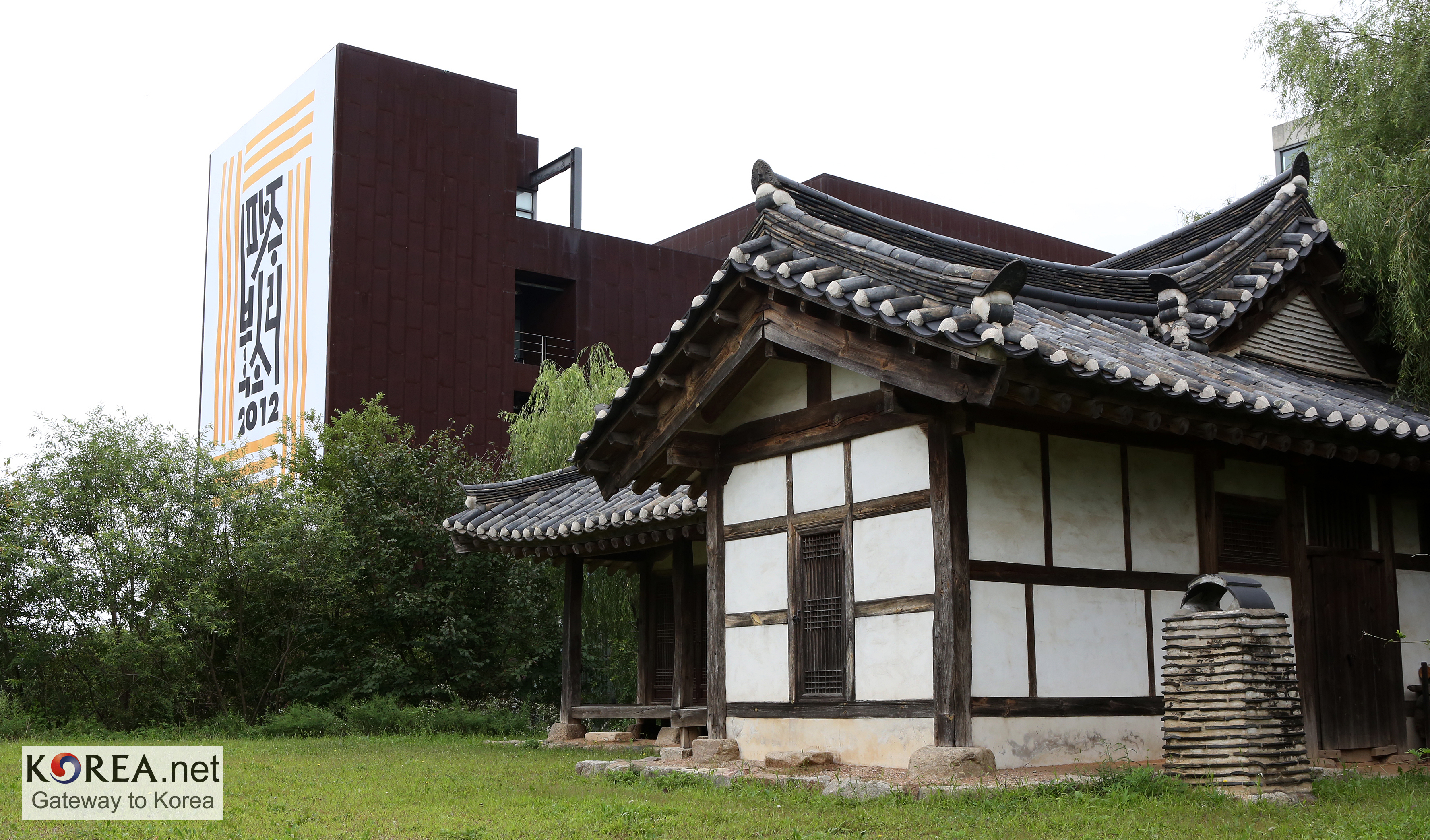
坡州出版都市

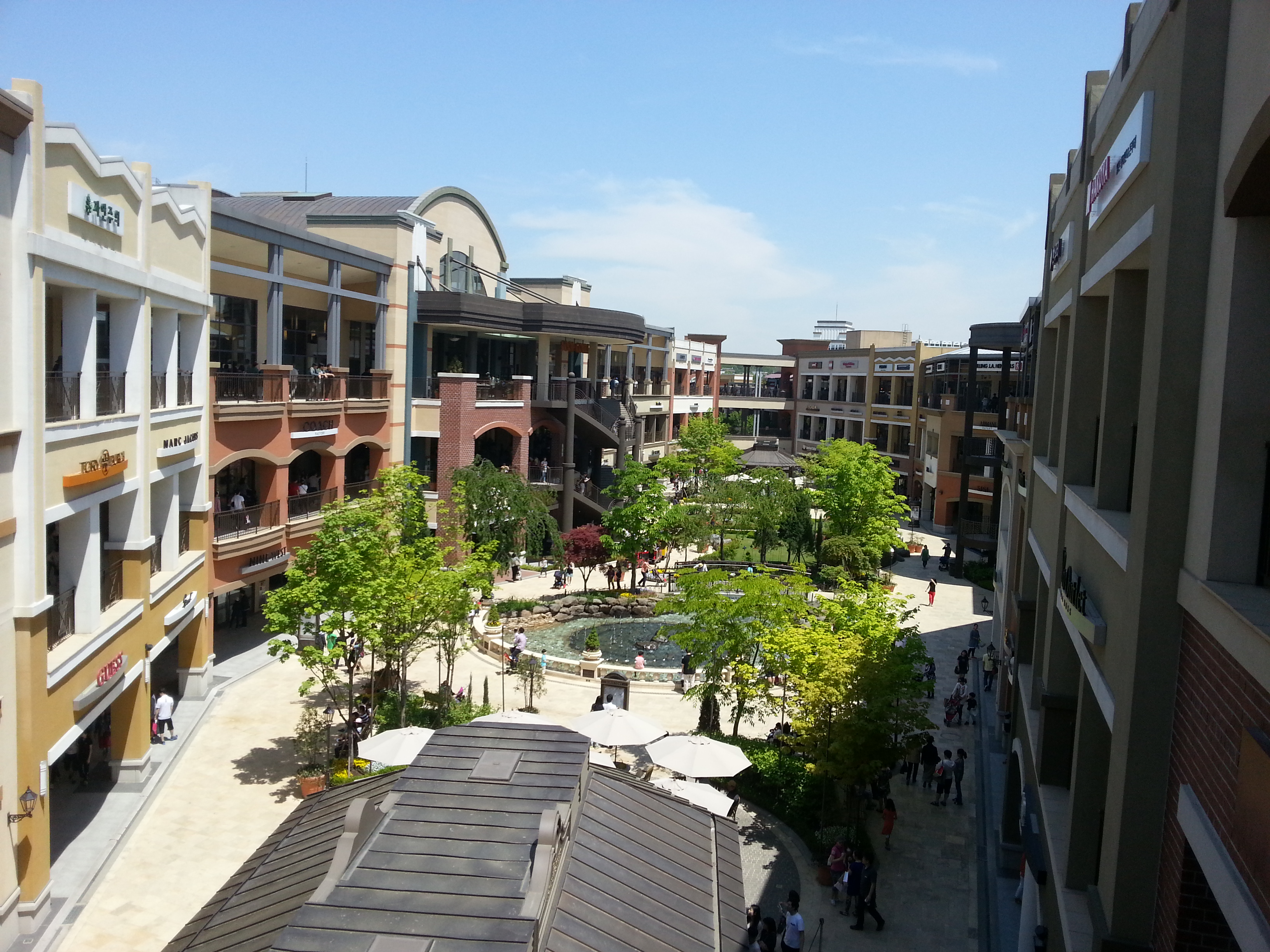
ロッテプレミアムアウトレット坡州

### 鉄道
市域をソウルと新義州を結ぶ京義線が走り、2009年より汶山駅（現：文山駅）より南が広域電鉄化され、2020年には電化区間が臨津江駅まで延伸された。
線路は長らく汶山駅の北側で中断され、南北分断の象徴となっていたが、近年南北関係の改善により、汶山 - 開城間の鉄道線路復旧工事が実施された。一般の旅客は軍事境界線に近い都羅山駅まで向かうことができるが、同駅は民間人出入統制区域内にあるため、入域には手続きが必要な上、ツアー客以外は駅の外に出ることができない（詳細は該当記事を参照）。
- 韓国鉄道公社（KORAIL）
  - 京義・中央線：野塘駅 - 雲井駅 - 金陵駅 - 金村駅 - 月籠駅 - 坡州駅 - 文山駅 - （雲泉駅） - 臨津江駅
  - 京義線（非電化区間）：臨津江駅 - 都羅山駅
- 首都圏広域急行鉄道
  - A路線：雲井中央駅

### 国道
- 国道1号（統一路）
- 国道37号線 (韓国)（朝鮮語版）
- 国道77号

### バス
- 文山市外バスターミナル　文山駅より北に500mほどに位置する。市外バスは富川等への便がある。仁川国際空港・金浦国際空港への空港バスも発着。

- 広域バスが、ロッテプレミアムアウトレット坡州方面へは合井駅から、文山駅・坡州駅方面へはソウル駅などから多数運行されている。

## 坡州市出身の有名人
- 沈相奵（政治家）
- 安貞桓（元サッカー韓国代表FW）
- チョ・ジェジン（元サッカー韓国代表FW）
- チェ・ジウ
- ユン・サンヒョン
- 知英

## 坡州市を舞台とした作品

### 映画
- 坡州 パジュ（朝鮮語版）（2009年）
- バーニング（2018年）

## 長湍郡
長湍郡（チャンダンぐん、장단군）は、日本統治時代から韓国独立後の1972年末まで存在した郡である。

### 概要
高句麗時代は長浅城と呼ばれ、新羅景徳王の代に長湍と呼ばれた。高麗時代は一時湍州と呼ばれ、李氏朝鮮時代は臨湍・臨津を経て長湍と呼ばれ、都護府がおかれた。1895年に長湍郡となり、1906年に開城郡の一部が長湍郡に移管、逆に長湍郡の一部を麻田郡（現在の漣川郡西部）に移管する改編を行った。
日本統治時代は京義線長湍駅が設置されていた。
終戦とともに38度線で郡が南北に分断され、さらに朝鮮戦争を経て軍事境界線が現在の位置に確定した後、韓国統治下の全域が民間人出入統制区域に指定されたため、一般人の立ち入りが禁止されて以降は有名無実の行政区画となり、宣伝村として意図的に残された自由の村（郡内面造山里台城洞）を除く全集落が消滅した。坡州郡・漣川郡への一部編入を経て、1972年12月28日に最後まで残った部分が坡州郡に編入され、韓国統治下の長湍郡は行政上消滅した。
なお、北朝鮮統治下の「未収復地域」において名目上設置されている長湍郡は存続しており、以北五道委員会により名誉郡守・面長を任命している（編入により消滅した韓国側の長湍郡地域にも名誉面長が一部置かれている）。

### 年表
- 1906年 - 開城府大南面・小南面を編入、長東面・江東面を麻田郡に移管。
- 1914年4月1日 - 郡面併合により、古南面の一部[23]が漣川郡に編入。長湍郡に以下の面が成立。（10面）
  - 郡内面・津南面・津西面・江上面・大江面・長道面・長南面・津東面・大南面・小南面
- 1938年1月1日 - 津南面が長湍面に改称。[24]（10面）
- 1945年
  - 8月15日 - 米軍管理下に置かれる。ただし、大南面・江上面・大江面・小南面および長道面・津西面・長南面の各一部はソ連軍管理下に置かれる。（南6面、北7面）
  - 11月 - ソ連軍管理下の大南面・江上面・大江面・小南面・長道面・津西面・長南面（長湍郡の38度線以北の地域）が黄海道長豊郡に移行。ソ連軍管理下の長湍郡は消滅。（6面）
  - 11月4日 - 米軍政の下で行政区画を調整。（5面）[25]
    - 長道面・開豊郡嶺南面が津西面に編入。
- 1953年7月27日 - 朝鮮戦争休戦。郡内面・津東面・長南面の全域と長湍面の大部分・津西面・大江面・長道面の各一部が韓国政府の統治区域（津西面・大江面・長道面は非武装地帯）となる[26]。のちに長湍郡は全域が民間人出入統制区域に指定され、行政機能を事実上失う。
- 1954年11月17日 - 収復地区臨時行政措置法により、長湍郡の一部を漣川郡に編入。[13]（5面）
  - 江上面 → 旺澄面の一部。（実際は全域が北朝鮮統治区域）
  - 大江面・長道面および長南面の一部 → 百鶴面の一部。
- 1963年1月1日（3面）[14]
  - 郡内面が坡州郡臨津面に編入。
  - 長南面が漣川郡百鶴面に編入。
- 1972年12月28日 - 長湍面・津東面・津西面が坡州郡に編入。これにより韓国政府の統治区域内の長湍郡を廃止。[15]

### 以北五道委員会の行政区画
長湍郡は10面で構成されている。2013年現在、長湍郡守は、ホ・ドケン（第19代）である。
| 邑面   | 面積（㎢） | 里の数 | 里（太字は面事務所所在地）                                                       | 備考                                                             |
| ------ | ---------- | ------ | -------------------------------------------------------------------------------- | ---------------------------------------------------------------- |
| 長湍面 |            | 10     | 都羅山里、東場里、芦上里、芦下里、西場里、井洞里、徳山里、巨谷里、石串里、江井里 | 坡州市に編入 郡内面白蓮里に出張所設置 長湍面西場里・徳山里未収復 |
| 郡内面 |            | 7      | 邑内里、点元里、芳木里、亭子里、白蓮里、松山里、造山里                           | 坡州市に編入 郡内面白蓮里に出張所設置 長湍面西場里・徳山里未収復 |
| 津東面 |            | 5      | 下浦里、東坡里、瑞谷里、哨里、龍山里                                             | 坡州市に編入 郡内面白蓮里に出張所設置 長湍面西場里・徳山里未収復 |
| 津西面 |            | 8      | 訥木里、芬芝里、金陵里、魚竜里、景陵里、田斉里、仙跡里、大院里                   | 金陵里・魚竜里 坡州市に編入                                      |
| 長南面 |            | 5      | 高浪浦里、元堂里、伴程里、板浮里、自作里                                         | 漣川郡に編入 現在は元堂里に面事務所を設置                        |
| 長道面 |            | 10     | 古邑里、沙是里、石柱院里、中里、上里、下里、梧陰里、項洞里、梅峴里、杜梅里       | 項洞里、梅峴里 漣川郡百鶴面に編入                                |
| 大江面 |            | 5      | 青廷里、羅浮里、浦春里、禹勤里、篤正里                                           | 浦春里 漣川郡百鶴面に編入                                        |
| 江上面 |            | 7      | 九化里、馬城里、徳積里、葛雲里、臨江里、紫霞里、率浪里                           | 全地域未収復                                                     |
| 大南面 |            | 5      | 渭川里、聖谷里、石村里、長佐里、佳谷里                                           | 全地域未収復                                                     |
| 小南面 |            | 5      | 有徳里、知琴里、弘化里、朴淵里、斗谷里                                           | 全地域未収復                                                     |

漣川郡側では北朝鮮の実効支配区域にも名目上の地名を付与している。

## その他
- 大韓サッカー協会のトレーニングセンターが所在する。
- 津東面下浦里に許浚の墓地がある。
- 2009年から「非武装地帯（DMZ）国際ドキュメンタリー映画祭」が開催されている。
- 積城面沓谷里に北韓軍・中国軍墓地がある。
- 2019年、市内の養豚場で韓国内初のアフリカ豚熱の発生が確認された。結果的に感染の封じ込めはできず拡大が続いた[28]。
- 市内にある坡州英語村は、Mnetのオーディション番組である『PRODUCE 101 シリーズ』のロケ地としても知られている[29]。